# Israelische Fußballnationalmannschaft der Frauen
Die israelische Fußballnationalmannschaft der Frauen repräsentiert Israel im internationalen Frauenfußball. Die Nationalmannschaft ist dem israelischen Fußballverband unterstellt und wird seit 2022 von Erez Belfer trainiert. Die israelische Auswahl konnte sich bisher nicht für ein großes Turnier qualifizieren. Die beste Platzierung in der FIFA-Weltrangliste ist Platz 55 im Dezember 2013. Nach dem ersten Länderspiel 1977 gegen die Niederlande bestritt die Mannschaft 20 Jahre lang keine Spiele.

## Turnierbilanz

### Weltmeisterschaft
| - 1991: nicht teilgenommen - 1995: nicht teilgenommen - 1999: nicht qualifiziert - 2003: nicht qualifiziert - 2007: nicht qualifiziert | - 2011: nicht qualifiziert - 2015: nicht qualifiziert - 2019: nicht qualifiziert - 2023: nicht qualifiziert |

### Europameisterschaft
| - 1984: nicht teilgenommen - 1987: nicht teilgenommen - 1989: nicht teilgenommen - 1991: nicht teilgenommen - 1993: nicht teilgenommen - 1995: nicht teilgenommen | - 1997: nicht teilgenommen - 2001: nicht qualifiziert - 2005: nicht qualifiziert - 2009: nicht qualifiziert - 2013: nicht qualifiziert - 2017: nicht qualifiziert | - 2022: nicht qualifiziert - 2025: nicht qualifiziert, Abstieg in Liga C der UEFA Women’s Nations League 2025 |

### Olympische Spiele
Die Qualifikation erfolgte bis 2020 über die WM-Endrunde, ab 2024 über die UEFA Women’s Nations League.
| - 1996: nicht qualifiziert - 2000: nicht qualifiziert - 2004: nicht qualifiziert - 2008: nicht qualifiziert | - 2012: nicht qualifiziert - 2016: nicht qualifiziert - 2020: nicht qualifiziert - 2024: Keine Möglichkeit sich zu qualifizieren |

### Nations League
- 2023/24: Liga C4 – 1. Platz, Aufstieg in Liga B der Qualifikation für die EM 2025
- 2025: Liga C5 – 1. Platz, Aufstieg in Liga B der Qualifikation für die WM 2027

### Turniere
- Aphrodite Cup 2016: 1. Platz (Teilnehmer: Israel, Zypern, Malta, Litauen und Estland)

## Spiele gegen Nationalmannschaften deutschsprachiger Länder
Alle Ergebnisse aus israelischer Sicht.

### Deutschland
| Datum            | Ort          | Ergebnis | Anlass                |
| ---------------- | ------------ | -------- | --------------------- |
| 21. Oktober 2021 | Petach Tikwa | 0:1      | WM-2023-Qualifikation |
| 26. Oktober 2021 | Essen (DEU)  | 0:7      | WM-2023-Qualifikation |

### Schweiz
| Datum            | Ort          | Ergebnis | Anlass                |
| ---------------- | ------------ | -------- | --------------------- |
| 28. Oktober 2009 | Nes Ziona    | 1:2      | WM-2011-Qualifikation |
| 27. März 2010    | Wohlen (CHE) | 0:6      | WM-2011-Qualifikation |
| 12. Februar 2014 | Petach Tikwa | 0:5      | WM-2015-Qualifikation |
| 14. Juni 2014    | Wohlen (CHE) | 0:9      | WM-2015-Qualifikation |

### Österreich
| Datum             | Ort              | Ergebnis | Anlass                |
| ----------------- | ---------------- | -------- | --------------------- |
| 30. Juli 1998     | Bat Jam          | 0:5      |                       |
| 26. August 2007   | Gleisdorf (AUT)  | 0:5      | EM-2009-Qualifikation |
| 25. Juni 2008     | Bet Sche’an      | 0:2      | EM-2009-Qualifikation |
| 25. Oktober 2015  | Lod              | 0:1      | EM-2017-Qualifikation |
| 6. Juni 2016      | Horn (AUT)       | 0:4      | EM-2017-Qualifikation |
| 23. November 2017 | BSFZ-Arena (AUT) | 0:2      | WM-2019-Qualifikation |
| 12. Juni 2018     | Ramat Gan        | 0:6      | WM-2019-Qualifikation |